# 武昌区
武昌区是中国湖北省武汉市的一个市辖区，常住总人口为110.22万，区人民政府驻中山路307號。是原武昌市的主体部分。当地人的习惯将武汉市长江以南的市区部分统称武昌，包括武昌区、青山区、洪山区三个行政区划和东湖新技术开发区。武昌区也是中共湖北省委、湖北省人民政府、湖北省人大和湖北省政协等省级政治机关驻地。

## 历史
武昌是一座历史文化名城，建城历史可以追溯到1800年前的三国时期。“武昌”一词，发源于东汉末年，当时的武昌所指地理范围是今天的鄂州，而当时的夏口城是今天的武昌。时值汉丞相曹操率军讨伐东南的地方诸侯孙权。双方在长江中游两岸形成气氛十分紧张的军事对峙。孙权为抵抗曹操的军事打击，在长江江汉平原段的南岸严密布兵，其后的战争，史称赤壁之战。其中今武汉市和鄂州市交接处，因驻扎有大型军事基地而逐渐商贾聚集，形成集市；当地「因武而昌」，故时名武昌。还有一种说法，是孙权给武昌命名，意为“武运昌盛”。武昌与鄂州这两个名称在历史上多次交换，到元朝开始定为今天所见的地名。「倘若某人說要去武昌，就要說清楚是去位於江夏縣城的武昌府還是去武昌縣，兩者地圖上直線距離48公里，即使是如今的高速路也相距76公里。要讓古人走，水鄉曲曲彎彎的路程恐怕三天也要抓緊才行，《清史稿》稱相距180里。」
武昌形成之后，因其逐渐繁华，加之地理位置特殊，其在楚地的地位也逐渐上升。到元、明两朝，武昌的地位开始赶超荆州，成为湖北的省级政府办公所在地。至明朝末年，长江对岸的汉口在商业上取得极大发展，开始形成武昌、汉阳、汉口“武汉三镇鼎立”的局面。清朝在此设有武昌府，是湖北巡抚和湖广总督的办公机构所在地。
1911年10月10日，武昌駐軍中的彭楚藩、劉復基、楊宏勝三名革命黨人被湖廣總督瑞澄就地正法，軍中革命黨人心惶惶，當時黨人金兆龍、程定國因值勤偷懶，與排長陶啟聖口角，竟而刺殺陶排長，軍中大亂，熊秉坤、蔡濟民等革命黨幹部乘機發動兵變，瑞澄逃亡，史稱武昌起义，打响了辛亥革命第一枪。中国最后一个封建王朝清朝在此次辛亥革命中土崩瓦解，中国2000多年来的君主制度至此终结。
1927年1月国民革命軍北伐、攻占武昌后，国民政府一度将武昌、汉阳、汉口三大镇合并为一个行政区划，即武汉市。

铁血十八星旗，武昌起义后中华民国湖北军政府宣告成立时的旗帜

1949年4月17日，中国人民解放军进驻武昌。中华人民共和国成立后，将武汉市依定为湖北省的省会，湖北省省委、省政府及省级政府部门都设置在武昌区。

## 地理

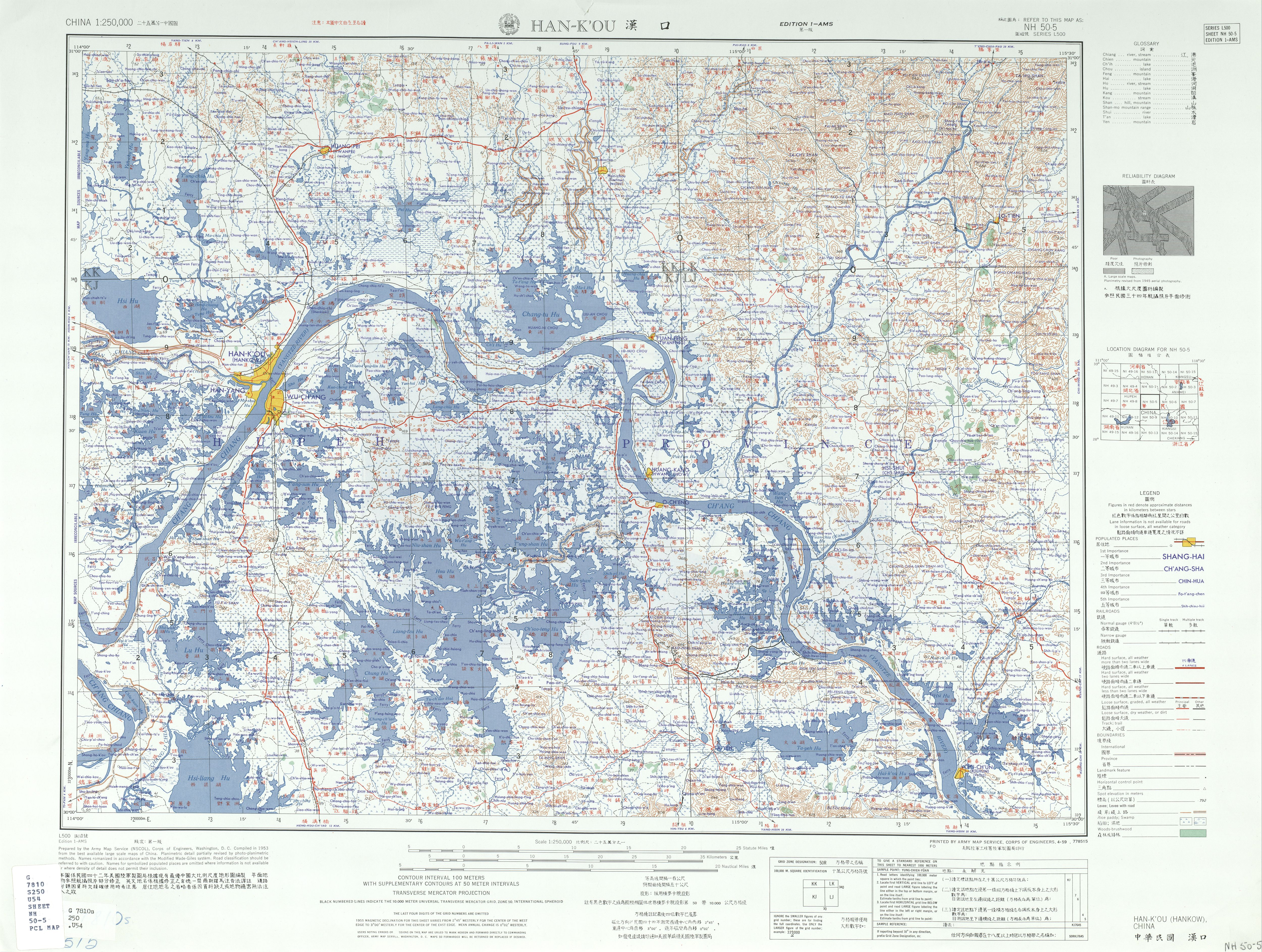
武昌（1953年）

武昌区位于武汉市的中东部，东、南与洪山区接壤，西与江岸区、江汉区、硚口区毗邻，北与青山区相接。长江位于武昌区西岸。地形以平原为主，有蛇山、凤凰山、洪山、小洪山、珞珈山等残丘，区内有沙湖、东湖、晒湖等湖泊塘堰。

## 自然人文景观

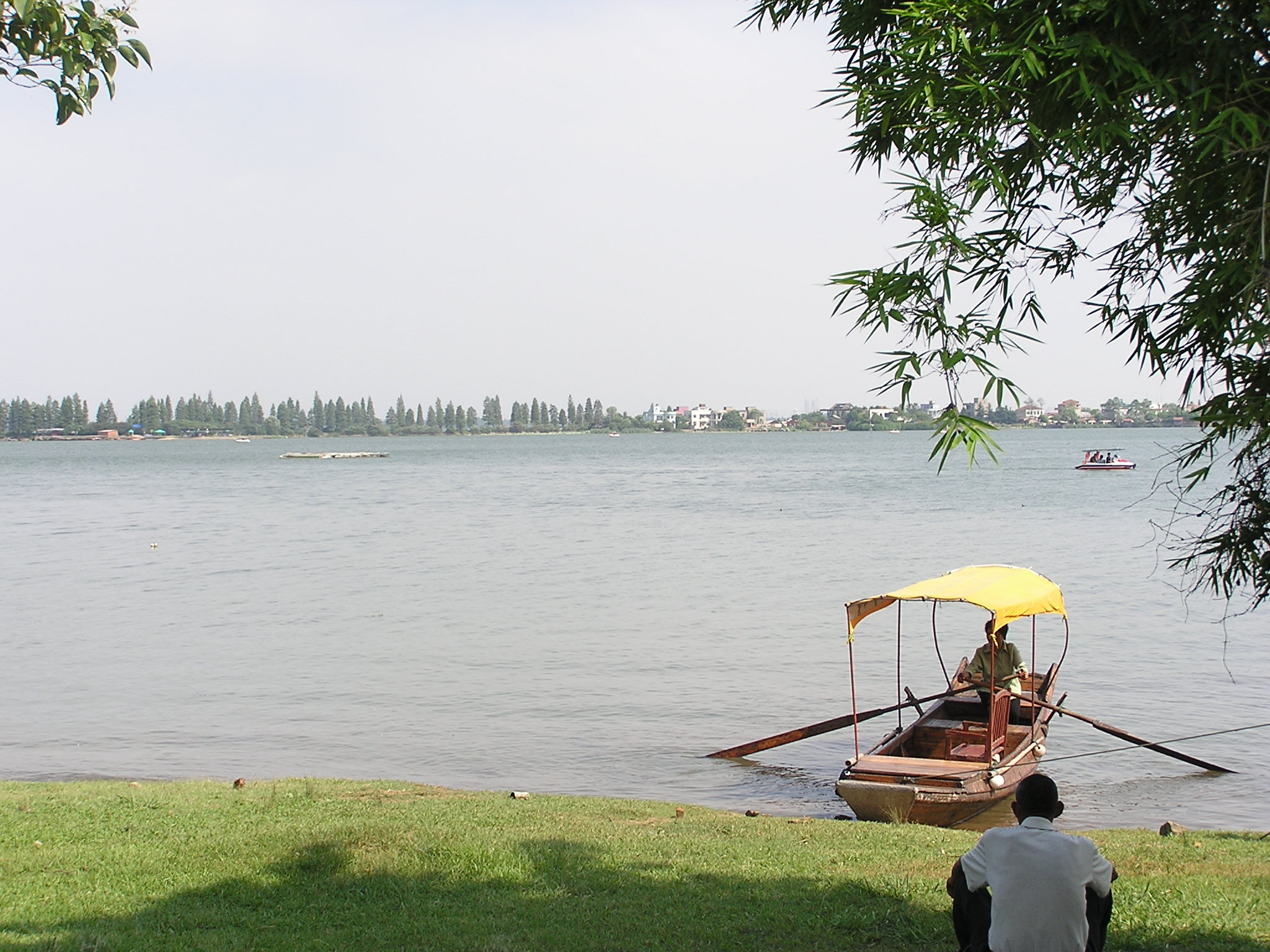
东湖

- 武汉东湖
- 黄鹤楼
- 蛇山
- 湖北省博物馆
- 湖北省艺术馆
- 首义园
- 长春观
- 宝通禅寺
- 武汉大学
- 洪山广场
- 武昌江滩
- 武汉长江大桥
- 中华民国军政府鄂军都督府旧址（红楼）
- 起义门
- 黄兴拜将台
- 施洋烈士陵园
- 中央农民运动讲习所
- 武汉毛泽东故居

## 人口
根據全國第七次人口普查結果顯示：武昌区常住人口为1102188人。
据2006年人口普查，武昌区户籍总人口100.54万，人口密度为12412人/km²，人口出生率6.71 ‰，自然增长率2.7‰，符合政策生育率 99.24 %，人口出生统计准确率100 %，流动人口育龄妇女《婚育证明》查验率93％，出生人口性别比108。

## 交通
- 国道：316国道、318国道、107国道。
- 铁路：武昌是武汉的三个铁路枢纽之一，位于京广铁路、武九铁路交汇处。武昌火车站、武昌南编组站是武汉客运、货运枢纽之一。
- 街道：雄楚大道、武珞路、珞狮路、中南路、中北路、八一路、中山路、紫阳路、解放路、东湖路、友谊大道、户部巷

## 行政区划
| 积玉桥街道                                     | 3.75 | 6.0  | 12 | - |
| 杨园街道                                       | 5.24 | 8.1  | 15 | - |
| 徐家棚街道                                     | 7.67 | 9.4  | 16 | - |
| 粮道街道                                       | 1.81 | 5.8  | 8  | - |
| 中华路街道                                     | 1.07 | 4.1  | 4  | - |
| 黄鹤楼街道                                     | 1.98 | 5.2  | 4  | - |
| 紫阳街道                                       | 2.67 | 5.1  | 9  | - |
| 白沙洲街道                                     | 5.95 | 4.9  | 12 | - |
| 首义路街道                                     | 3.11 | 5.8  | 8  | - |
| 中南路街道                                     | 8.09 | 28.3 | 24 | - |
| 水果湖街道                                     | 9.53 | 20.6 | 16 | - |
| 珞珈山街道                                     | 3.53 | 6.0  | 5  | - |
| 石洞街道                                       | 4.20 | 0.7  | 2  | - |
| 南湖街道                                       | 2.36 | 2.4  | 6  | - |
| 东湖风景区街道（武昌）                         |      |      | 2  | - |
| 注：东湖风景区街道（武昌）面积、人口暂无数据。 |      |      |    |   |

## 教育

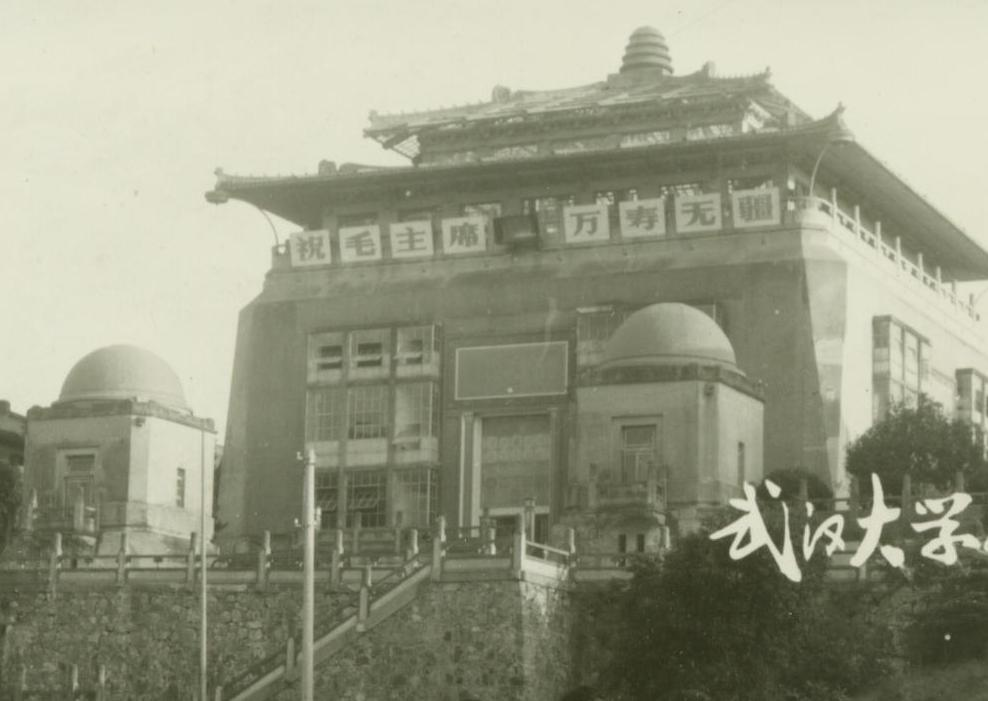
武汉大学行政大楼的早期照片

武昌区是武汉市的教育大区，初等教育、中等教育普及率很高，有132所中小学校，中小学生12万余人。该区的中等教育在湖北省名列第一，有华中师范大学附属第一中学、湖北省武昌实验中学、武汉中学、武汉市第十四中学、湖北省水果湖高级中学等知名的省重点中学。该地区有武汉大学、武汉理工大学、中南财经政法大学等高校。武昌区也是重要的科研基地，有中科院武汉分院等市级以上科研机构48所。

## 卫生
位于武昌区的武汉大学人民医院、武汉大学中南医院、中国人民解放军中部战区总医院、武汉市第三医院等综合医院和武汉大学口腔医院等专科医院是华中地区知名医院。

## 经济
武昌商贸、金融业发达，一直是长江中游重要商品集散地，有中商广场、亚贸广场等一批大中型国有商业零售企业，国际零售业巨头家乐福、麦德龙、百安居已在武昌落户。